# Tortolì
Tortolì is een stad op Sardinië, Italië in de provincie Nuoro (voormalig: Ogliastra). De plaats ligt in het oosten van het eiland en was tussen 2004 en 2016 samen met Lanusei hoofdstad van Ogliastra.
De volgende frazioni maken deel uit van de gemeente: Arbatax.

## Geografie
Tortolì is gelegen aan de rivier de Corongiu op enkele kilometers van de Tyrreense Zee. In de 14e eeuw was de plaats hoofdstad van het kleine markizaat Quirra en van 1807 tot 1821 provinciehoofdstad. Vervolgens hoorde Tortolì van 1859 tot 1927 bij de provincie Cagliari en daarna tot 2005 tot de provincie Nuoro.
Tot de gemeente behoort ook het aan zee gelegen Arbatax. Kenmerkend voor de kust, hier Costa Rei geheten, zijn de warmroze rotsformaties. De plaats heeft een kleine haven waar een robuuste 16e-eeuwse toren staat.

## Bezienswaardigheden
- Kathedraal "Sant' Andrea"
- Kerk "San Giorgio" (Arbatax)
- Capo Bellavista (Arbatax)